# Jon Eirik Ødegaard
Jon Eirik Ødegaard (Trondheim, 29 settembre 1972) è un ex calciatore norvegese, di ruolo centrocampista.